# Jacques-Cartier (circonscription provinciale)
Pour les articles homonymes, voir Jacques Cartier (homonymie).
Circonscription électorale provinciale du Canada
Jacques-Cartier est une circonscription électorale provinciale du Québec. Elle se situe dans l'ouest de l'île de Montréal, le long du lac Saint-Louis. Étant donné une forte majorité d'électeurs anglophones, cette circonscription est traditionnellement libérale. 

## Historique

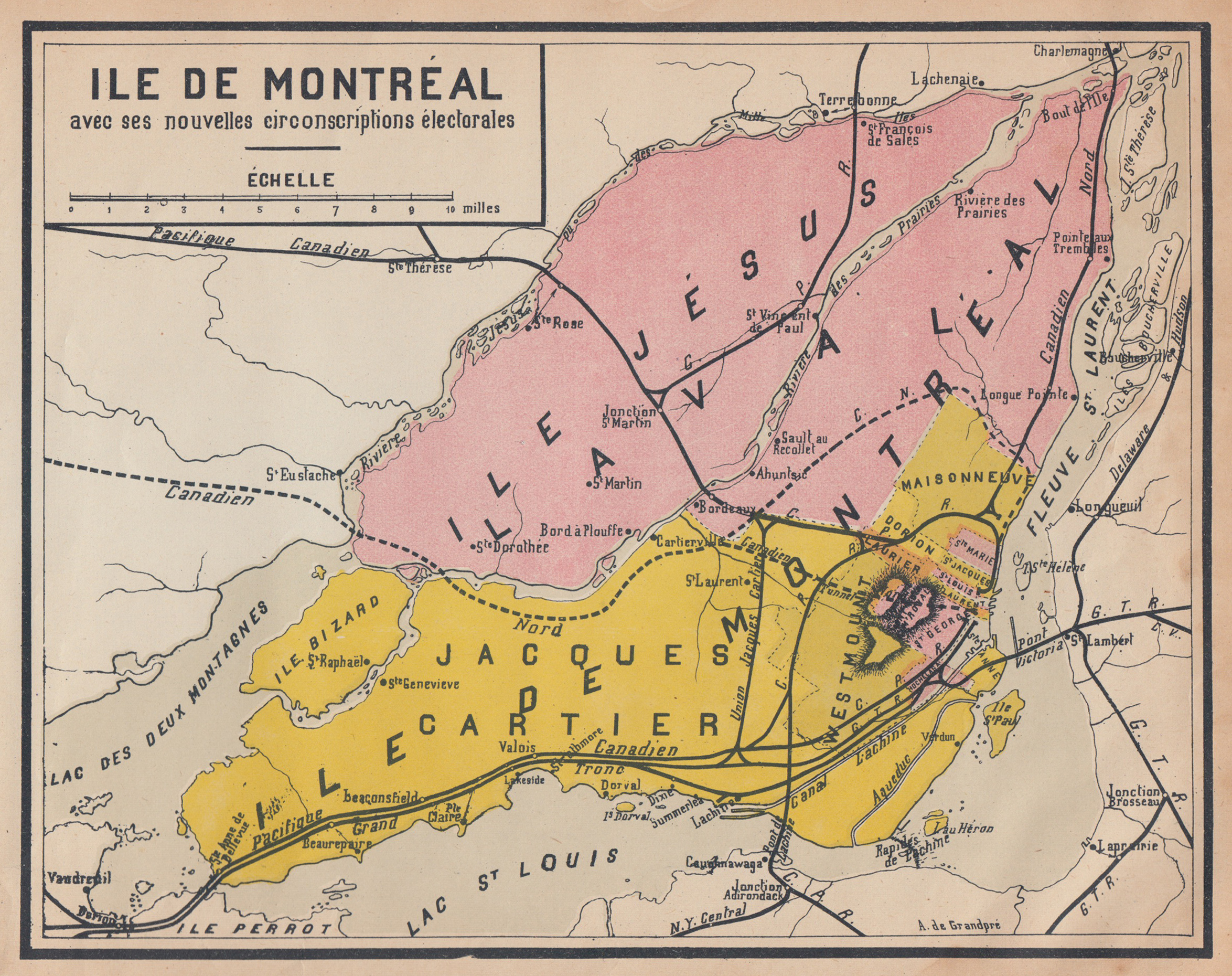
Carte des circonscriptions de l'île de Montréal en 1920. Jacques-Cartier est au centre et vers le bas, en jaune.

Le district électoral de Jacques-Cartier est l'un des plus anciens au Québec. À l'origine (en 1792), il existait le comté de Montréal, qui comprenait la partie de l'île de Montréal située en dehors de la ville du même nom. Vers 1853 le comté de Montréal a été séparé en deux, l'ouest de l'île formant le district électoral Montréal division Jacques-Cartier et l'est, Montréal division Hochelaga. En 1855, le district s'appelle simplement Jacques-Cartier et gagne l'île Bizard, jusque-là dans Laval. Il est nommé en l'honneur du fameux explorateur Jacques Cartier, à qui l'on doit la découverte du Canada.
En 1867, la circonscription comprenait tout l'ouest de l'île de Montréal. Elle fut souvent divisée au cours des années dû à l'augmentation rapide de sa population. En 1922, Montréal-Verdun s'en détache. Puis en 1965 plusieurs changements sont effectués. La partie ouest de Jacques-Cartier devient la circonscription de Robert-Baldwin, tandis que d'autres parties à l'est et au nord servent à former Marguerite-Bourgeoys et Saint-Laurent. En 1972, la partie nord de Jacques-Cartier est rattachée à Saint-Laurent. En 1980 le centre de gravité de Jacques-Cartier se déplace vers l'ouest alors que le territoire de la ville de Pointe-Claire s'ajoute à la circonscription tandis que sa partie est s'en détache pour contribuer à former Marquette et qu'une autre partie est attribuée à Saint-Laurent.
En 1988, nouveau déplacement vers l'ouest alors que la ville de Beaconsfield, jusque-là dans Nelligan, se joint à Jacques-Cartier tandis que tout le territoire de Lachine passe dans Marquette. Le mouvement se continue en 2001 quand Baie-d'Urfé et Sainte-Anne-de-Bellevue rejoignent Jacques-Cartier et que Dorval passe dans Marquette. À partir de ce moment, aucune parcelle de la circonscription telle qu'elle était avant la refonte de 1980 n'en fait plus partie. Le territoire de Jacques-Cartier de 1979 correspond en grande majorité à Marquette de 2017. Un dernier changement s'opère en 2011 alors que Senneville se rattache à la circonscription.

## Territoire et limites
La circonscription se situe dans l'ouest de l'île de Montréal et s'étend sur 78,06 km2. Sa population était, en 2016, de 60 410 personnes. Le territoire correspond à celui des municipalités de Baie-D'Urfé, Beaconsfield, Pointe-Claire, Sainte-Anne-de-Bellevue et Senneville.

## Liste des députés

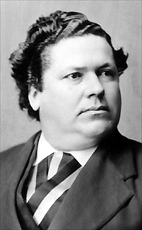
Joseph-Alfred Mousseau est député de Jacques-Cartier de 1882 à 1884. Il est premier ministre du Québec de 1882 à 1884

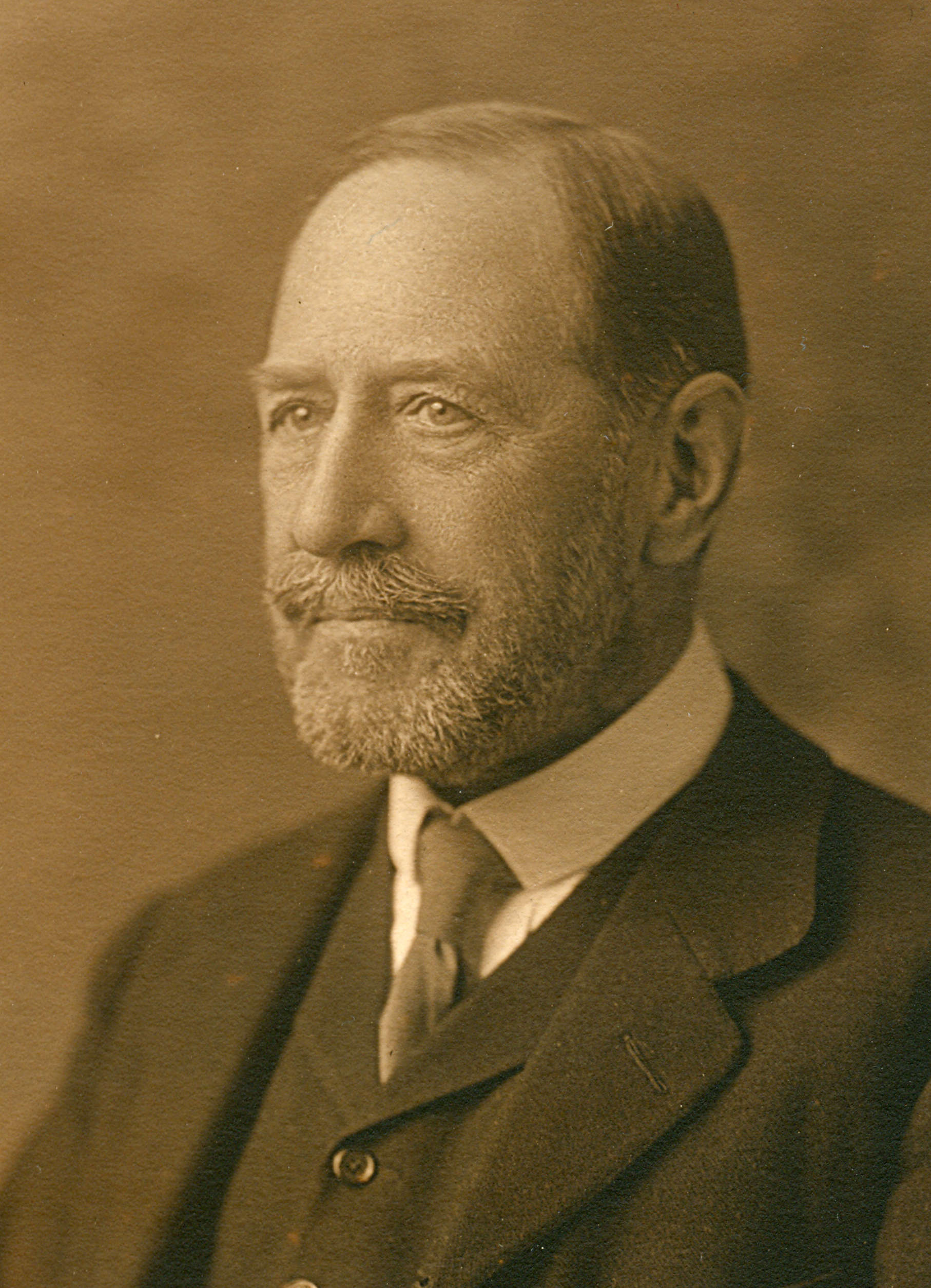
Arthur Boyer est député de Jacques-Cartier de 1884 à 1892 pour le Parti libéral du Québec

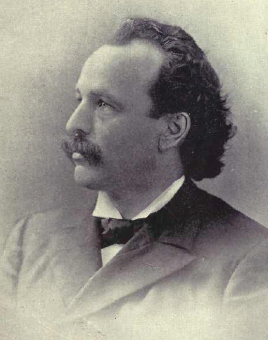
Joseph Adélard Descarries est député de Jacques-Cartier de 1892 à 1895 pour le Parti conservateur du Québec

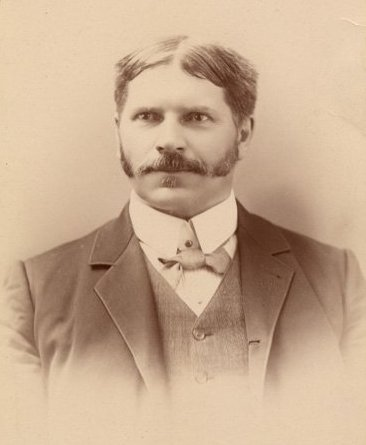
Joseph-Adolphe Chauret est député de Jacques-Cartier de 1897 à 1908 pour le Parti libéral du Québec

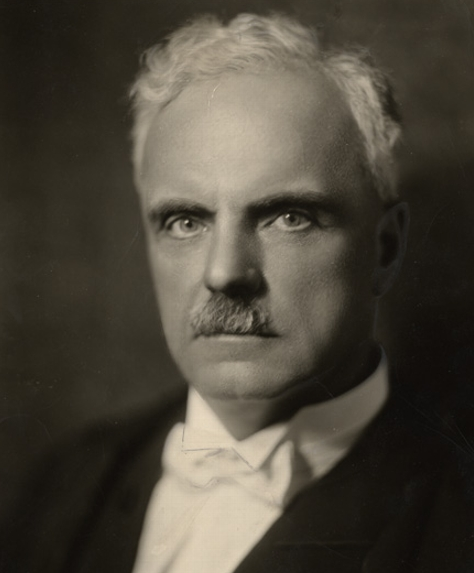
Philémon Cousineau est député de Jacques-Cartier de 1908 à 1916 pour le Parti conservateur du Québec

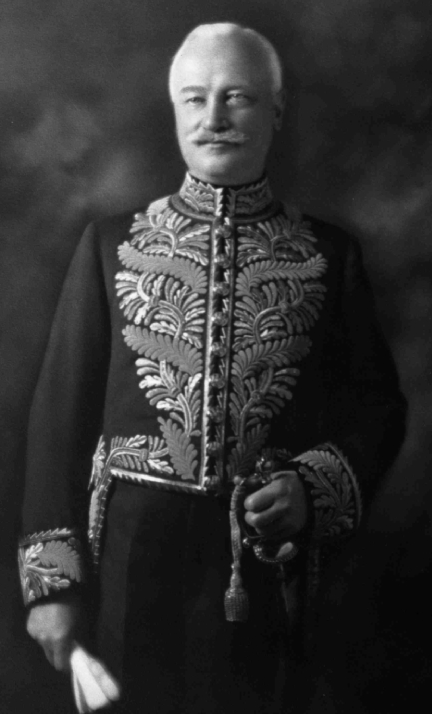
Esioff-Léon Patenaude est député de Jacques-Cartier de 1923 à 1925 pour le Parti conservateur du Québec. Il est lieutenant-gouverneur du Québec de 1934 à 1939

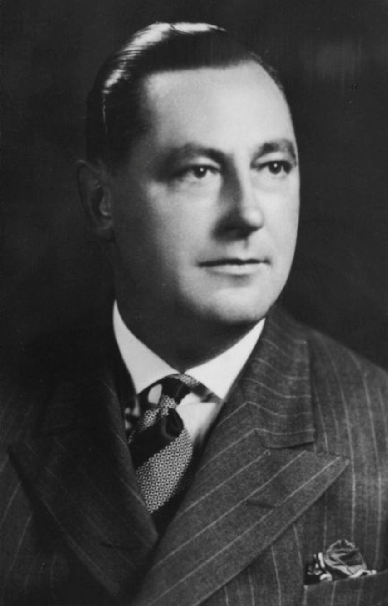
Charles-Aimé Kirkland est député de Jacques-Cartier de 1939 à 1961. La ville de Kirkland a été nommée en son honneur

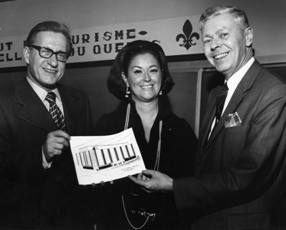
Marie-Claire Kirkland-Casgrain est députée de Jacques-Cartier de 1961 à 1966 pour le Parti libéral du Québec. Elle est la première femme à avoir été députée à l'Assemblée nationale du Québec

| Années | Années      | Député                     | Parti           |
| ------ | ----------- | -------------------------- | --------------- |
|        | 1867 - 1871 | Narcisse Lecavalier        | Conservateur    |
|        | 1871 - 1875 | Narcisse Lecavalier        | Conservateur    |
|        | 1875 - 1878 | Narcisse Lecavalier        | Conservateur    |
|        | 1878 - 1881 | Narcisse Lecavalier        | Conservateur    |
|        | 1881 - 1882 | Narcisse Lecavalier        | Conservateur    |
|        | 1882 - 1883 | Joseph-Alfred Mousseau     | Conservateur    |
|        | 1883 - 1884 | Joseph-Alfred Mousseau     | Conservateur    |
|        | 1884 - 1886 | Arthur Boyer               | Libéral         |
|        | 1886 - 1890 | Arthur Boyer               | Libéral         |
|        | 1890 - 1892 | Arthur Boyer               | Libéral         |
|        | 1892 - 1895 | Joseph-Adélard Descarries  | Conservateur    |
|        | 1897 - 1900 | Joseph-Adolphe Chauret     | Libéral         |
|        | 1900 - 1904 | Joseph-Adolphe Chauret     | Libéral         |
|        | 1904 - 1908 | Joseph-Adolphe Chauret     | Libéral         |
|        | 1908 -1912  | Philémon Cousineau         | Conservateur    |
|        | 1912 -1916  | Philémon Cousineau         | Conservateur    |
|        | 1916 - 1919 | Joseph-Séraphin-Aimé Ashby | Libéral         |
|        | 1919 - 1923 | Joseph-Séraphin-Aimé Ashby | Libéral         |
|        | 1923 - 1925 | Ésioff-Léon Patenaude      | Conservateur    |
|        | 1925 - 1927 | Victor Marchand            | Libéral         |
|        | 1927 - 1931 | Victor Marchand            | Libéral         |
|        | 1931 - 1932 | Victor Marchand            | Libéral         |
|        | 1933 - 1935 | Théodule Rhéaume           | Libéral         |
|        | 1935 - 1936 | Frederick Arthur Monk      | ALN             |
|        | 1936 - 1939 | Anatole Carignan           | Union nationale |
|        | 1939 - 1944 | Charles-Aimé Kirkland      | Libéral         |
|        | 1944 - 1948 | Charles-Aimé Kirkland      | Libéral         |
|        | 1948 - 1952 | Charles-Aimé Kirkland      | Libéral         |
|        | 1952 - 1956 | Charles-Aimé Kirkland      | Libéral         |
|        | 1956 - 1960 | Charles-Aimé Kirkland      | Libéral         |
|        | 1960 - 1961 | Charles-Aimé Kirkland      | Libéral         |
|        | 1961 - 1962 | Marie-Claire Kirkland      | Libéral         |
|        | 1962 - 1966 | Marie-Claire Kirkland      | Libéral         |
|        | 1966 - 1970 | Noël Saint-Germain         | Libéral         |
|        | 1970 - 1973 | Noël Saint-Germain         | Libéral         |
|        | 1973 - 1976 | Noël Saint-Germain         | Libéral         |
|        | 1976 - 1981 | Noël Saint-Germain         | Libéral         |
|        | 1981 - 1985 | Joan Dougherty             | Libéral         |
|        | 1985 - 1989 | Joan Dougherty             | Libéral         |
|        | 1989 - 1994 | Neil Cameron               | Égalité         |
|        | 1994 - 1998 | Geoffrey Kelley            | Libéral         |
|        | 1998 - 2003 | Geoffrey Kelley            | Libéral         |
|        | 2003 - 2007 | Geoffrey Kelley            | Libéral         |
|        | 2007 - 2008 | Geoffrey Kelley            | Libéral         |
|        | 2008 - 2012 | Geoffrey Kelley            | Libéral         |
|        | 2012 - 2014 | Geoffrey Kelley            | Libéral         |
|        | 2014 - 2018 | Geoffrey Kelley            | Libéral         |
|        | 2018 - 2022 | Gregory Kelley             | Libéral         |
|        | 2022 - ...  | Gregory Kelley             | Libéral         |

Légende: Les années en italiques indiquent les élections partielles, tandis que le nom en gras signifie que la personne a été chef d'un parti politique.

## Résultats électoraux
| |
| - Parti libéral - Union nationale (ancien) - Parti québécois - Crédit social (ancien) - Égalité (ancien) - Action démocratique (ancien) - Québec solidaire - Coalition avenir - Parti conservateur |

## Référendums
|  | Référendum                     | % du OUI | % du NON | Taux de participation |
|  | Référendum de 1980             | 25,91 %  | 74,09 %  | 87,53 %               |
|  | Accord de Charlottetown (1992) | 83,47 %  | 16,53 %  | 89,91 %               |
|  | Référendum de 1995             | 8,98 %   | 91,02 %  | 95,84 %               |